# Erasto Mpemba
Erasto Bartholomeo Mpemba (Tanzania, 1950–2023) fue un conservacionista tanzano de fauna salvaje, reconocido como descubridor del efecto Mpemba. Este efecto, contraintuitivo como puede sonar, describe como bajo ciertas circunstancias el agua caliente se congela a mayor rapidez que la fría., contradiciendo las expectativas de la ley del enfriamiento de Newton.
El efecto había sido observado previamente por Aristóteles (descrito en su falsa teoría de Antiperístasis), Giovanni Marliani, Francis Bacon, René Descartes y Joseph Black, sin embargo a Mpemba se le debe el hecho de que sea aceptado actualmente. El joven Mpemba mantuvo un obstinado pulso en contra del sistema educativo y las leyes de la física que parecían contradecir sus observaciones, el cual, finalmente ganó.

## Observación del efecto Mpemba

### Primera observación
Con 13 años de edad Erasto Mpemba asistía a la Escuela Secundaria de Magamba. En ella, los estudiantes podían preparar sus propios helados comprando leche en el mercado, hirviéndola, mezclándola con azúcar y enfriándola en el congelador. No había demasiadas bandejas de cubitos en el congelador, así que los niños se apuraban a obtener una lo antes posible.
Un día mientras Erasto hervía su leche, se dio cuenta de como otro de los niños guardaba la de él sin haberla hervido antes. El temor a perder el último espacio dentro del congelador, le hizo verter la leche caliente en la última bandeja de cubitos del congelador aun a riesgo de estropearla.
Cuando una hora y media más tarde él y su amigo sacaron sus helados, observaron cómo el de Erasto estaba completamente congelado, mientras que el de su amigo no. Intrigado por el inusual hecho, le pregunto a su profesor de física el porqué. A lo que este contestó que no era posible y que se había confundido. El niño aceptó la corrección sin repetir el experimento.
Pese a ello, durante ese mismo año, veraneando en la población de Tanga comento lo ocurrido con algunos vendedores de helados amigos suyos. Para su sorpresa, ellos habían comenzado a guardar la leche caliente, porque sencillamente, era mucho más rápido.

### Experimentación crítica
Años más tarde, Mpemba, comenzó a asistir a la escuela de Mkwawa en Iringa. Una de las primeras materias tratadas en clase de Física era la ley del enfriamiento de Newton. Durante la clase Erasto interrumpió a su maestro preguntándole “Disculpe ¿Por qué cuando guardas leche caliente y fría en un congelador, la caliente se congela primero?”, a lo que este replicó “No creo que eso sea posible, Mpemba”. El estudiante insistió “Es cierto. Lo he hecho yo mismo”. El profesor desconcertado respondió “Mi respuesta, es que te has confundido”. Mpemba insistió una vez más a lo que el maestro fatalmente respondió con un casi precognitivo argumento “Todo lo que puedo decirte es que eso es física Mpembiana y no física universal”.
A partir de entonces, cada vez que cometía un error en algún problema. El maestro añadía “Eso son matemáticas Mpembianas”. Pronto, toda la clase comenzó a ridiculizarle del mismo modo, cada vez que cometía algún error en cualquier materia.
Esta vez Mpemba no lo dejó ahí. En cuanto tuvo la oportunidad se coló en el laboratorio de biología y sin la asistencia de los maestros, lleno dos vasos de precipitados de 50 cm³, uno con agua caliente y otro con agua fría y los guardo en el congelador. Una hora más tarde, descubrió que se había formado mucho más hielo en el vaso de agua caliente que en el vaso de agua fría. Tenía la confirmación delante de él, sin embargo, sabía que no era del todo conclusiva.

### La conferencia del Dr. Denis G. Osborne
Poco después, el Dr. Denis G. Osborne, profesor del University College Dar es Salam presentó una conferencia en la escuela de Erasto. Durante el turno de preguntas era habitual que el Dr. Osborne esperase contestar temas como “¿Como puedo entrar en la Universidad?”, “¿Que tipo de estudios debería tener?”, etc…
Erasto se levantó y esta vez le hizo la misma pregunta con mayor precisión: “Si tomas dos recipientes similares con idénticas cantidades de agua, una a 35 °C y la otra a 100 °C y los guardas en un congelador, el que estaba a 100 °C se congela primero. ¿Por qué?”. El Dr. Osborne al principio sonrió y desconcertado le pidió que repitiese la pregunta, tras hacerlo respondió “¿Es eso cierto? ¿Lo has hecho?”. Mpemba asintió. El profesor dijo entonces que no sabía. Tiempo después declararía “Confieso que pensé que estaba equivocado, pero afortunadamente recordé la necesidad de fomentar en los estudiantes el pensamiento crítico. Ninguna pregunta debe ser ridiculizada. […] todos los días se producen eventos que raramente son tan simples como parecen y es peligroso juzgar que, o que no es posible”. El Dr. Osborne continuo “Los hechos tal y como han sido expuestos me sorprenden, porque parecen contradecir la física que yo conozco. Pero comprobaré el experimento, cuando vuelva a Dar es Salaam”. El Dr. Osborne, terminó su respuesta recomendando a Erasto a hacer lo mismo.

### Tras la conferencia
A partir de ese momento Erasto se convirtió en un paria para sus compañeros, algunos consideraban que había humillado a su escuela y que su intención era la de formular una pregunta que el profesor no fuese capaz de responder, otros en cambio le preguntaron “Pero Mpemba ¿Has entendido la Ley de enfriamiento de Newton?” “Es física Mpembiana”.
Mpemba insistió y una vez más repitió los experimentos en la cocina de su escuela, esta vez, mostrándoselo a sus compañeros. Los resultados eran los mismos. Cuando el jefe del departamento de física de la escuela se enteró de lo que estaba ocurriendo, declaró que “No debería ocurrir”, pero que esa misma tarde lo comprobaría. Una vez más se obtuvieron los mismos resultados.
Mientras todo esto ocurría, el Dr. Osborne, de vuelta a su laboratorio, solicitó a un joven técnico de laboratorio que comprobase lo que a Mpemba había propuesto. Como anécdota, cabe añadir, que tras los primeros resultados, el técnico informó que efectivamente el agua caliente se había congelado primero y acto seguido añadió “Pero continuaremos repitiendo los experimentos hasta que obtengamos los resultados correctos”.

### Publicación de resultados
El Dr. Osborne completó los experimentos necesarios para validar la propuesta de Erasto Mpemba y volvió a contactar con este para publicar los resultados conjuntamente en 1969 en el Journal of Physiscs Education. Desde entonces, el Efecto Mpemba, ha desatado multitud de teorías y controversia respecto a las posibles causas.
Como artículo científico publicado, constituye una rareza en sí mismo, dado que el estilo estricto a los datos, sobrio y carente de emociones es suplantado por otro mucho más distendido, que por ende, señala un efecto difícil de explicar para la ciencia actual.

## Tras el descubrimiento
Originalmente Erasto deseaba ser doctor, pero la falta de recursos le decidió por estudios relacionados con la vida salvaje para obtener una beca.
Mpemba asistió al College of African Wildlife Management, completando sus estudios en Australia (Natural Resource Management at the Canberra College of Advanced Education, conocida hoy como la Universidad de Camberra) y EE. UU., Texas (Alpine Master degree).
Erasto Mpemba se convirtió en el Principal Game Officer del Ministerio de Recursos Naturales y Turismo en la Wildlife Division, trabajando para la conservación de la fauna salvaje.

## Repercusión
El nombre y la historia de Erasto Mpemba es escasamente conocida y frecuentemente ha sido omitida de las enciclopedias de tinta impresa.
Desde el punto de vista educativo la historia de Mpemba es similar a la de Carl Friedrich Gauss cuando descubrió con pocos años el problema a una suma de progresión aritmética. En ambos casos el pensamiento crítico y experimental, sin importar la formación o la edad del alumno, se superponen a los de la materia enseñada. En el caso de Mpemba, en contra de la comunidad educativa y compañeros de clase.
A pesar de todo, Erasto Mpemba no persiguió una carrera en la Física. El Dr. Osborne comentó en cierta ocasión a este respecto que Erasto “...es ligeramente cínico respecto a todo esto y piensa que la gente ha exagerado. No lo hizo bien en sus exámenes de física”.